# Wola Droszewska (gromada)
Wola Droszewska – dawna gromada, czyli najmniejsza jednostka podziału terytorialnego Polskiej Rzeczypospolitej Ludowej w latach 1954–1972.
Gromady, z gromadzkimi radami narodowymi (GRN) jako organami władzy najniższego stopnia na wsi, funkcjonowały od reformy reorganizującej administrację wiejską przeprowadzonej jesienią 1954 do momentu ich zniesienia z dniem 1 stycznia 1973, tym samym wypierając organizację gminną w latach 1954–1972.
Gromadę Wola Droszewska z siedzibą GRN w Woli Droszewskiej utworzono – jako jedną z 8759 gromad na obszarze Polski – w powiecie kaliskim w woj. poznańskim, na mocy uchwały nr 22/54 WRN w Poznaniu z dnia 5 października 1954. W skład jednostki weszły obszary dotychczasowych gromad Wola Droszewska, Zadowice i Krzemionka ze zniesionej gminy Godziesze w tymże powiecie. Dla gromady ustalono 11 członków gromadzkiej rady narodowej.
1 stycznia 1960 do gromady Wola Droszewska włączono miejscowości Feliksów, Kakawa Nowa, Kakawa Stara, Kuchary i Rafałów ze zniesionej gromady Kakawa Kolonia w tymże powiecie.
31 grudnia 1971 gromadę zniesiono, a jej obszar włączono do gromady Godziesze Wielkie w tymże powiecie.